# Бароне (Ређо ди Калабрија)
Бароне је насеље у Италији у округу Ређо ди Калабрија, региону Калабрија.
Према процени из 2011. у насељу је живело 71 становника. Насеље се налази на надморској висини од 398 м.